# Castiarina aureola
Castiarina aureola es una especie de escarabajo del género Castiarina, familia Buprestidae. Fue descrita científicamente por Carter en 1913.